# Friedrich Heinrich Himmel
Friedrich Heinrich Himmel (ur. 20 listopada 1765 w Treuenbrietzen, zm. 8 czerwca 1814 w Berlinie) – niemiecki kompozytor i pianista.

## Życiorys
Podstawy edukacji muzycznej odebrał u miejscowego organisty w rodzinnym Treuenbrietzen, następnie studiował teologię na uniwersytecie w Halle. W 1786 roku bezskutecznie ubiegał się o posadę nadwornego organisty w Poczdamie, jednak zachwycony jego zdolnościami król Fryderyk Wilhelm II ufundował Himmelowi stypendium. W latach 1787–1792 odbył studia u Johanna Gottlieba Naumanna w Dreźnie. W 1792 roku został nadwornym kompozytorem dworu pruskiego, w latach 1793–1795 odbył podróż do Włoch. Po powrocie do Berlina w 1795 roku otrzymał posadę nadwornego kapelmistrza. Między 1798 a 1800 rokiem odbył podróż do Rosji, Danii i Szwecji. W latach 1808–1810 przebywał wraz z pruskim dworem królewskim w Królewcu. Odbywał liczne podróże koncertowe, występując w krajach niemieckich i za granicą.
Za życia kompozytora jego twórczość cieszyła się popularnością, jednak już w połowie XIX wieku została niemal zapomniana. Jego utwory, pozbawione elementów nowatorskich, nie były zbyt wysoko cenione m.in. przez Ludwiga van Beethovena. Himmel był zwolennikiem stylistyki szkoły neapolitańskiej, jego opery cechują się prostą i lekką melodyką.

## Wybrane kompozycje
(na podstawie materiałów źródłowych)

### Opery
- La morte di Semiramide (wyst. Neapol 1795)
- Alessandro (wyst. Petersburg 1799)
- Vasco da Gama (wyst. Berlin 1801)
- Frohsinn und Schwärmerei (wyst. Berlin 1801)
- Fanchon das Leiermädchen (wyst. Berlin 1804)
- Die Sylphen (wyst. Berlin 1806)
- Der Kobold (wyst. Wiedeń 1813)

### Oratorium
- Isacco figura del redentore (wyst. Berlin 1792)

### Kantata
- Il  primo navigatore (wyst. Wenecja 1794)

### Utwory orkiestrowe
- Koncert fortepianowy D-dur (1808)
- 2 marches militaires en harmonie à 11 parties (1810)